# Ostra
För andra betydelser, se Ostra (olika betydelser).

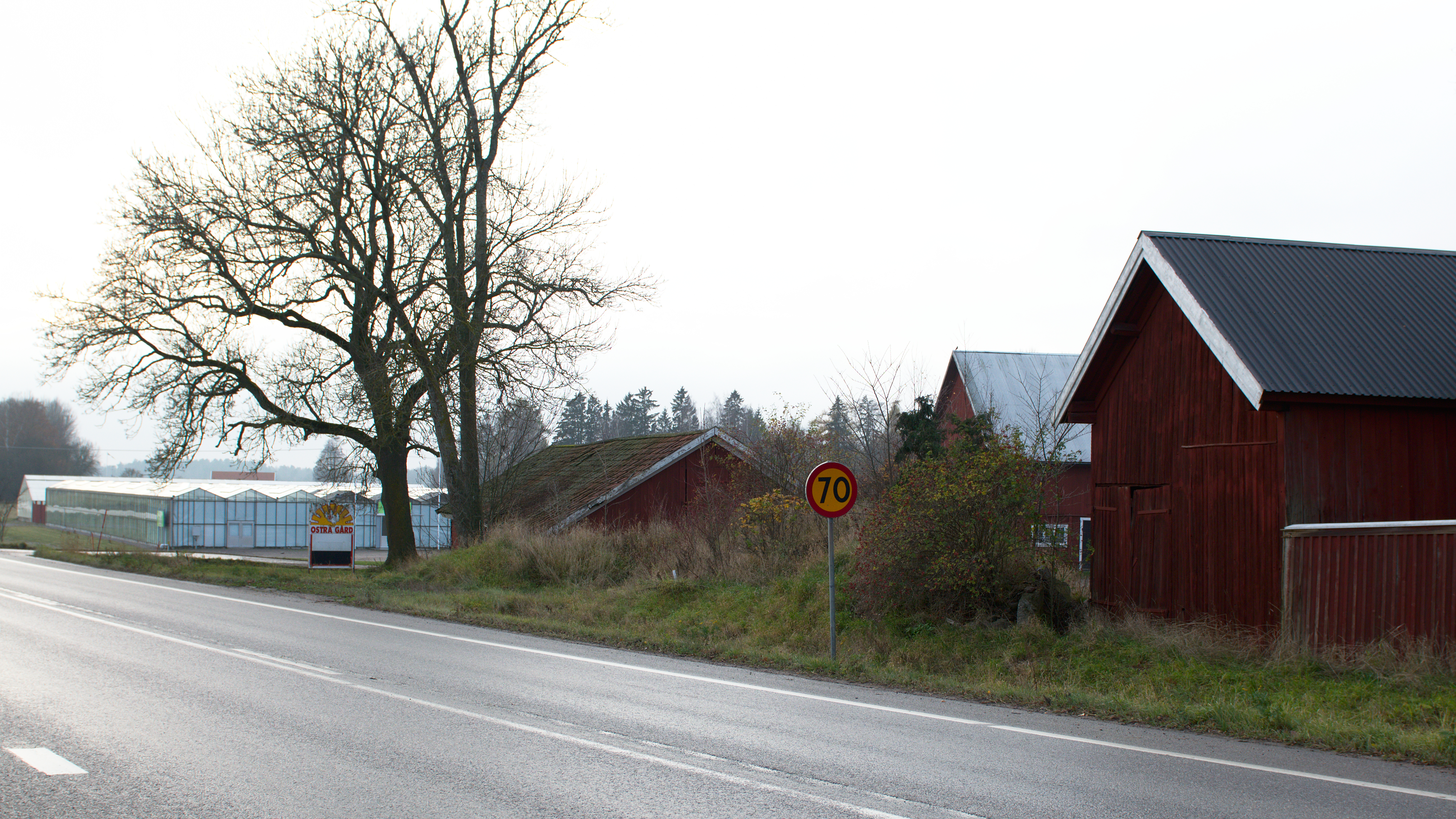
Ostra med växthusen sett från Mälarvägen.

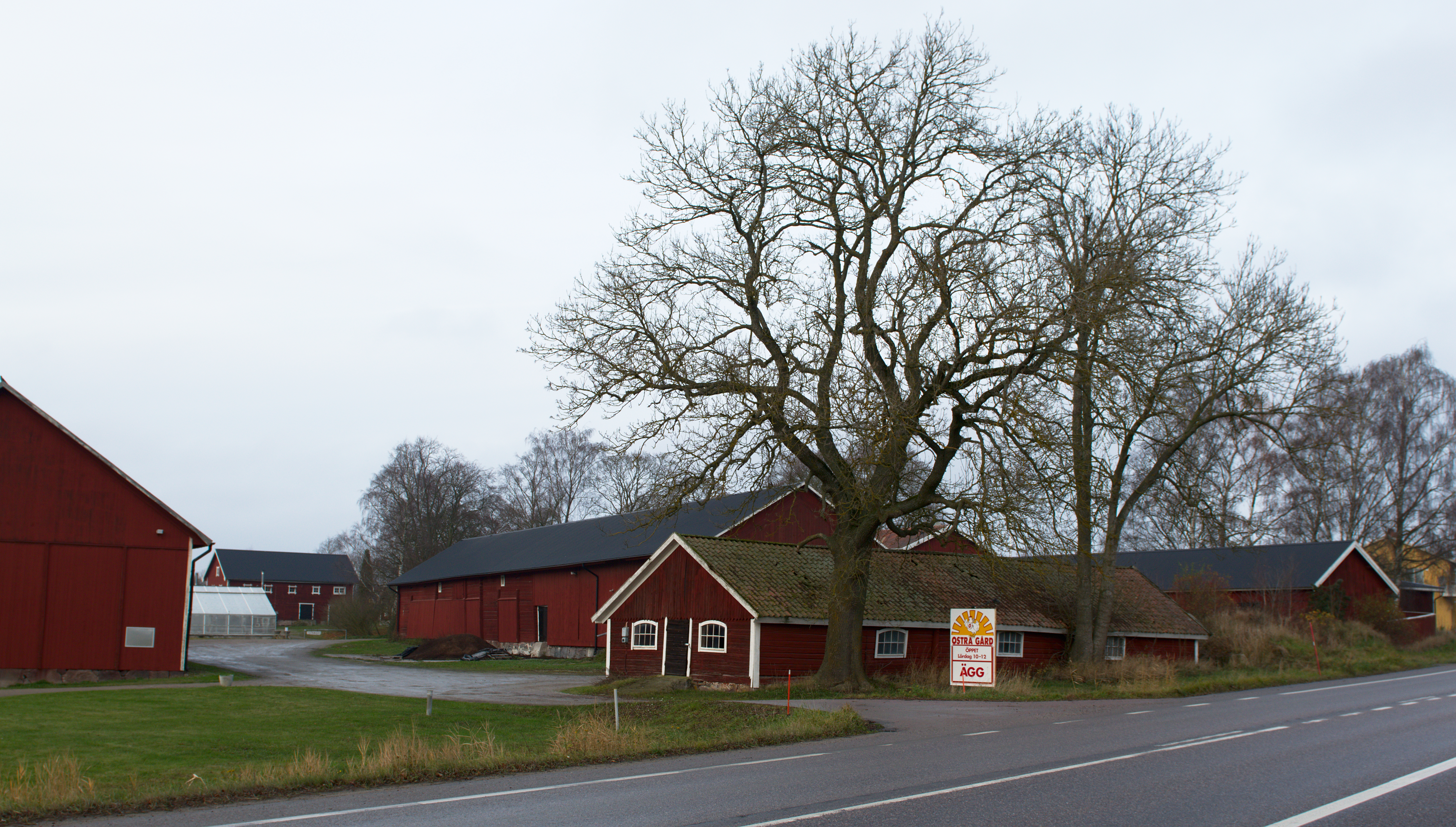
Gården vid Ostra.

Ostra är en by i Sundby socken i Eskilstuna kommun.
Under medeltiden var det en gård med namnet Olustra, Olstra. Sannolikt stod här den 29 november 1229 slaget vid Olustra, även om det är tänkbart att slaget skedde i närheten av Alvastra i Östergötland. Erikskrönikan nämner platsen med namnet Olustrom.
Den gamla 300 meter långa bygatan är numera delad av vägen från Eskilstuna mot Sundbyholm, men delar av byns äldre bebyggelse finns ännu bevarad. Genom att nyodlingar i omgångar tagits upp på Kafjärdens tidigare havbotten och tidigare ängsmark gjorts till åker har byn genomgått flera skiften, Storskifte genomfördes på markerna 1760, 1771, 1776, 1802 och 1821. 1760 fanns 15 gårdar i byn, alla vid den dåvarande bygatan. Vid laga skifte 1863-1865 fanns 34 gårdar i byn, av vilka 26 då flyttades ut från bytomten. Bostadshusen ligger främst längs bygatan, här finns flera enkelstugor och parstugor kvar. Många av husen har uppförts i samband med laga skifte. I norra delen av byn finns en modernare del. I de östra delarna finns en äldre gård bevarad, där det äldsta huset är en loftbod från 1700-talet och det yngsta ett hus från 1920. På tomten finns även två parstugor, flera timrade bodar och ett stall sammanbygt med en loftbod.
Vid Ostra Knall finns flera av byns äldre torp, nu uppblandade med moderna fritidshus.
Ett runblock, Sö 118, och en fornborg, Ranstensborgen, se Södermanlands fornborgar finns inom byn.